# Paul Ritter Vitezović

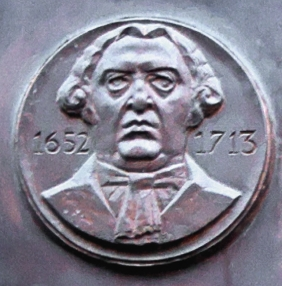
Paul Ritter Vitezović (1652–1713)

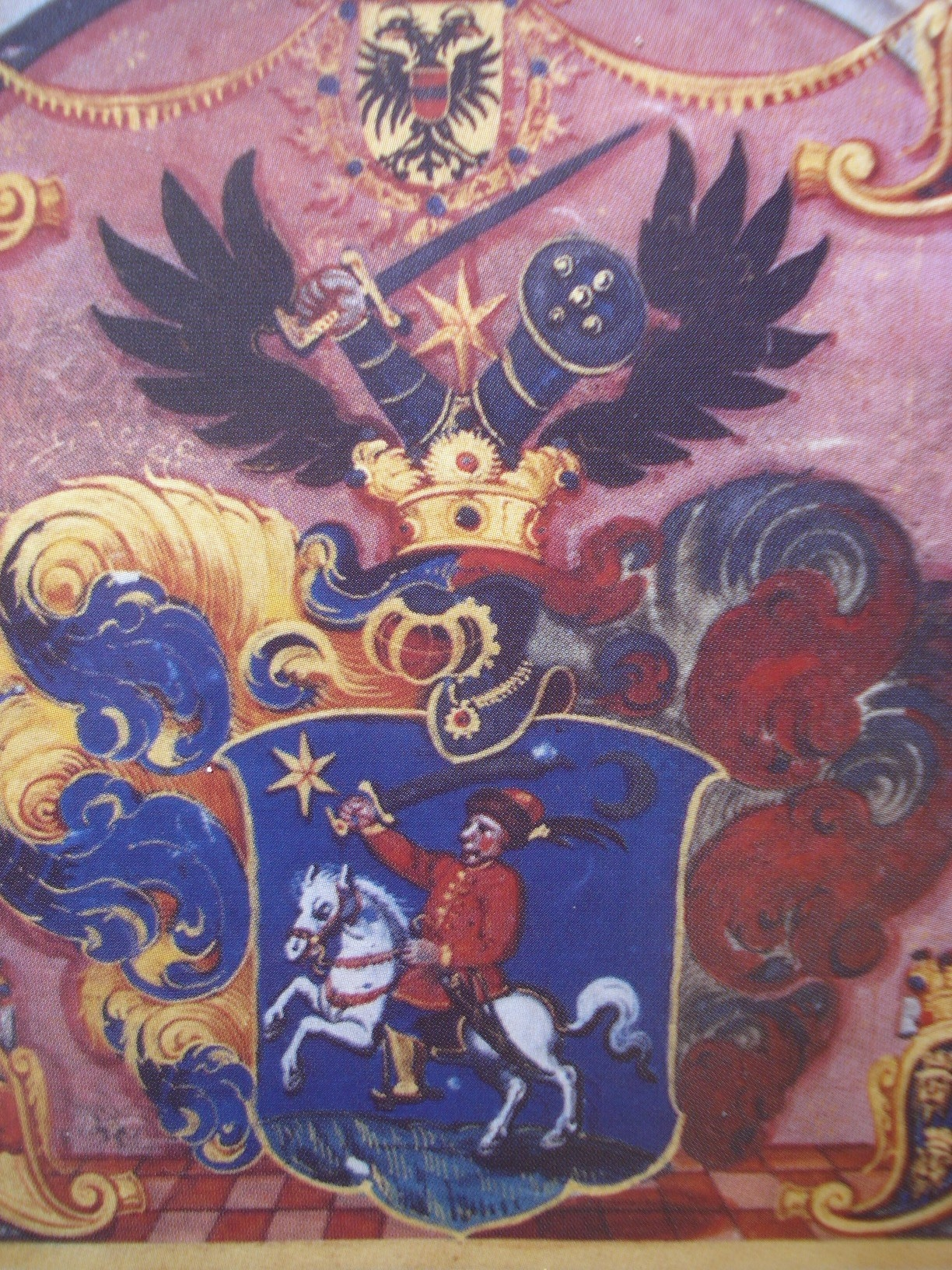
Wappen der Familie Ritter Vitezović, verliehen 1650

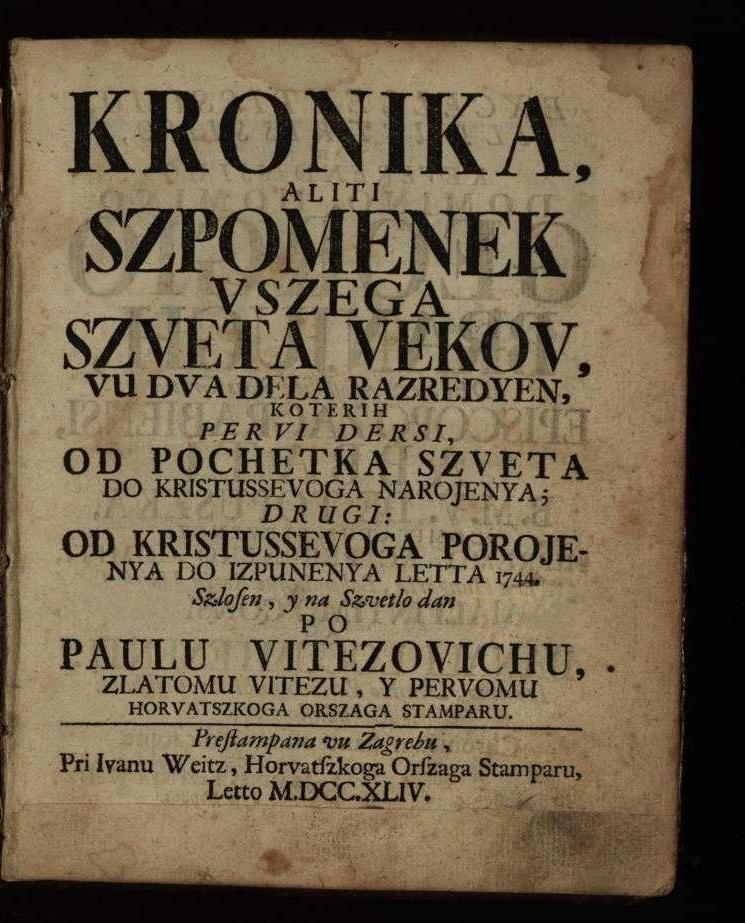
"Kronika aliti spomen vsega svijeta vikov" (1744)

Paul Ritter Vitezović, auch Pavao Ritter Vitezović (* 7. Januar 1652 in Senj (deutsch: Zengg); † 20. Januar 1713 in Wien), war ein kroatischer Schriftsteller, Historiker, Universalgelehrter und Politiker. Er gilt als der erste kroatische Schriftsteller und ihm wird eine herausragende Rolle bei der Bildung des kroatischen Nationalbewusstseins eingeräumt. Darüber hinaus war er einer von wenigen Gelehrten seiner Zeit, die nicht dem Klerus angehörten. Ritter Vitezović war als Mitglied des niederen Adels fast mittellos und zeit seines Lebens auf wohlhabende Gönner angewiesen, die die Veröffentlichung seiner Werke ermöglichten und deren Gunst er sich durch seine schriftstellerische Arbeit erwarb. Er schrieb auch unter dem Pseudonym Ljubmir Zelenlugović.

## Leben

### Herkunft und Ausbildung
Kroatien war seit dem späten 11. Jahrhundert bis 1918 in verschiedener Weise mit Ungarn und über lange Zeit auch mit Österreich vereinigt. Im 15. Jahrhundert hatten die Osmanen fast ganz Kroatien bis auf einen kleinen Rest zwischen Adria und Donau erobert. 1527 wählte der ständische Sabor auf der Burg Cetin Ferdinand I., der 1558 Kaiser des Heiligen Römischen Reiches wurde, zum König von Kroatien.
Ritter Vitezović wurde am 7. Januar 1652 in Senj als erster Sohn des königlichen Beamten Anton Ritter und seiner Ehefrau Dorotea Lučkinić geboren. Ritter Vitezovićs Familie stammte aus dem Elsass und trug den Namen Ritter von Vrendorf, Anton Ritter wurde aber erst im Oktober 1653 im Königreich Kroatien in den Adelsstand erhoben. Vitezović ist die kroatische Übersetzung des Namens Ritter. Ab etwa 1665 besuchte Ritter Vitezović in Zagreb eine von Jesuiten geführte Schule unter dem Rektor Juraj Habdelić. Diese Schule hatte bereits im Jahr zuvor eine Druckerpresse erworben, konnte sie aber nicht in Betrieb setzen. 1669 wurden der Schule als Jesuitenhochschule durch Kaiser Leopold I. die gleichen Rechte und Privilegien wie den Universitäten in Deutschland, Österreich und Ungarn verliehen. Dennoch verließ Vitezović die Schule 1670 ohne sein Studium abzuschließen, und begann in Italien und Krain zu reisen.

### Erste Arbeiten
1671 wurden in Wien die kroatischen Grafen Petar Zrinski und Fran Krsto Frankopan wegen ihrer Teilnahme an der Magnatenverschwörung enthauptet. Ritter Vitezović war 1676 bis 1677 Gast des krainischen Naturwissenschaftlers Johann Weichard von Valvasor auf dessen Schloss Wagensberg in Krain. Dort begann er mit der Arbeit an einer Geschichte der Familie Gusić, aus der seine 1681 veröffentlichte Schrift Apographum ex Joanne Lucio hervorging. 1679 kehrte Ritter Vitezović nach Senj zurück, wo er sich wahrscheinlich am Kampf gegen die Türken beteiligte.

### Deputierter und Abgesandter
Im Jahr 1681 berief König Leopold I. den Ungarischen Landtag nach Sopron (deutsch: Ödenburg) ein, auf dieser Versammlung wurde Nikola Erdődy als Nachfolger des 1671 hingerichteten Grafen Zrinski zum kroatischen Ban ernannt. Ritter Vitezović war als vom Rat der Stadt gewählter Vertreter seiner Heimatstadt Senj unter den Abgeordneten. Im folgenden Jahr setzte Ritter Vitezović seine Studien in Wien fort und trat als Abgesandter der Stadt Senj am kaiserlichen Hof auf. In diesem Jahr verfasste er anlässlich seiner dreißigsten Geburtstags ein Gedicht, in dem er sein eigenes Leben als misslungen charakterisierte. Beim Beginn des Großen Türkenkriegs 1683 befand sich Ritter Vitezović in der Stadt, verließ sie aber nach der Belagerung um unter Ban Nikola Erdődy in der Armee zu dienen. 1684 wurde er von Erdődy als Abgesandter nach Linz geschickt, wo er den ersten Teil seines Werks Oddilenye Szigetsko veröffentlichte und im Regiment des Grafen Ricciardi zum Hauptmann befördert wurde. Mit der Auflösung seines Regiments endete Ritter Vitezovićs Militärdienstzeit 1685, er veröffentlichte in diesem Jahr den zweiten Teil von Oddilenye Szigetsko. Die beiden folgenden Jahre verbrachte Ritter Vitezović als Vertreter des kroatischen Landtags in Wien.

### Rückkehr nach Kroatien

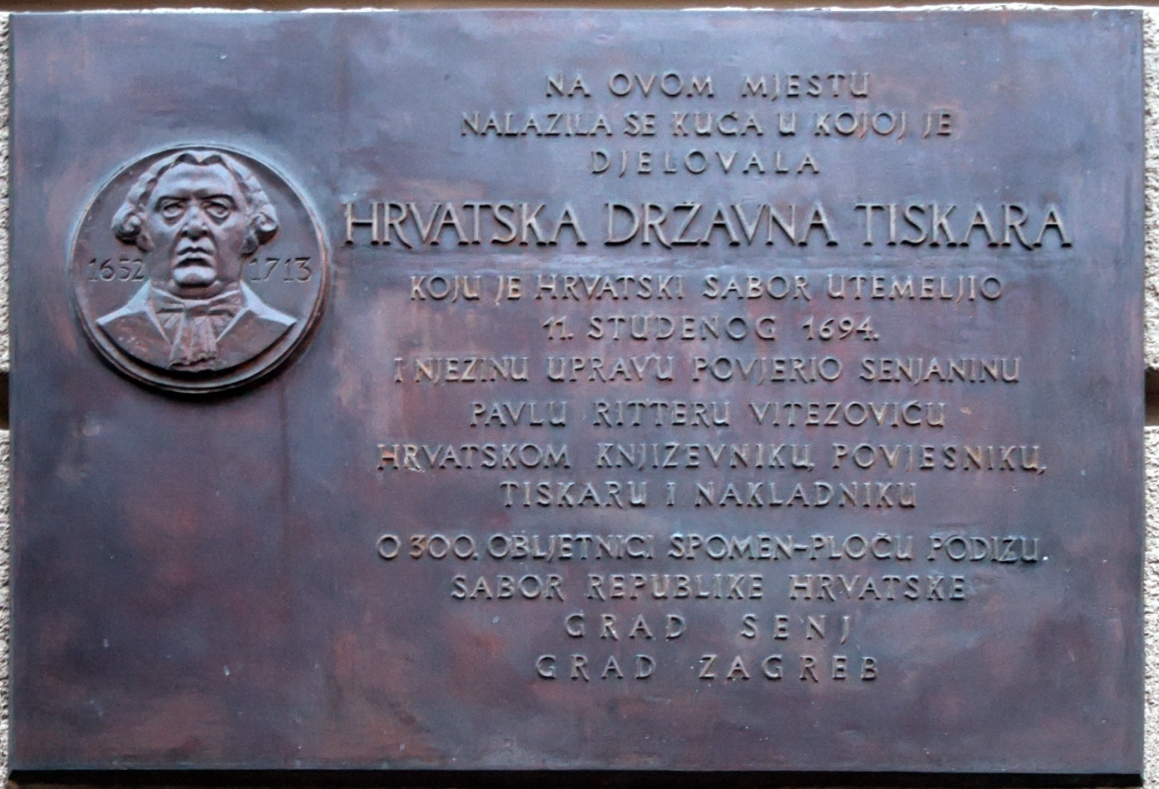
Gedenktafel an der kroatischen Staatsdruckerei in Zagreb

Im Jahr 1687 berief König Leopold I. den ungarischen Landtag in Pressburg ein, dort wurde Joseph I. das Erbrecht auf die ungarische Königswürde zugesprochen. Ritter Vitezović nahm am Landtag als Vertreter der Stadt Senj teil und wurde zum Ritter vom goldenen Sporn geschlagen. Noch im selben Jahr bat Ritter Vitezović den Kaiser um ein Grundstück in Pravutina. 1691 wurde er Vizegespan der Lika und Krbava, Gespan war zu dieser Zeit Graf Ricciardi.  1694 war Ritter Vitezović als Sekretär einer Abordnung des kroatischen Sabor in Wien, die gegen die zu hohe Besteuerung des Königreichs protestierte. Der Sabor übertrug ihm die Leitung der königlichen Druckerei in Agram (Zagreb), und im selben Jahr heiratete Ritter Vitezović Katarina Vojnović, ein Mitglied einer Adelsfamilie. Er setzte seine Arbeit als Historiker und Schriftsteller fort und bat Kaiser Leopold I. 1697 erfolglos um das Schloss Dvorac Brezovica bei Zagreb.
1698 war Ritter Vitezović wieder in Wien um als Vertreter der Stadt Senj gegen die Einführung einer neuen Salzsteuer durch den Innerösterreichischen Kriegsrat Beschwerde zu führen. Nach dem Frieden von Karlowitz ernannte der Sabor Ritter Vitezović zum Begleiter des kaiserlichen Abgesandten Luigi Ferdinando Marsigli. Für ihn verfasste er die Schrift Responsio ad postulata comiti Marsiglio, in der er Österreichs Anspruch auf das kroatische Küstenland und weitere von den Türken eroberte Gebiete auf dem Balkan untermauerte. Knapp ein Jahr später wurde er von Kaiser Leopold I. nach Wien gerufen und erhielt den Auftrag zu einer Studie über die Grenzen des Königreichs Kroatien. 1701 folgte der Auftrag, eine Denkschrift über die Rechte der kaiserlichen Finanzverwaltung in Kroatien und Slawonen zu verfassen.  Zu diesem Zweck erhielt er einen kaiserlichen Schutzbrief, mit dem ihm Zugang zu allen Archiven im Königreich gewährt wurde. Während der Arbeit an dieser Schrift bewarb er sich 1702 vergeblich um das Amt des Gespans von Lika und Krbava.
1707 mietete Ritter Vitezović von dem Kanoniker Ivan Jonata Ivanović die Burg Šćitarjevo mit dem dazugehörigen Grundbesitz. Im darauf folgenden Jahr erklärte Kaiser Joseph I. Ritter Vitezović  zu Ivanovićs Erben und Vormund.

### Letzte Jahre in Wien
Nach der Niederlage in einem 1710 gegen ihn in Zagreb angestrengten Prozess verließ Ritter Vitezović Kroatien und zog sich nach Wien zurück. Von dort aus sandte er seine Schrift Geneticon an Zar Peter den Großen. Von Papst Clemens XI. erhoffte er sich, dass die Kongregation für die Verbreitung des Glaubens seine Wörterbücher herausgeben würde. In den folgenden beiden Jahren vollendete Ritter Vitezović zwei weitere umfangreiche Werke, die Serbia Illustrata und Banalogia, seine Gönner konnten aber nicht die für eine Veröffentlichung erforderliche Summe bereitstellen. 1711 versuchte Ritter Vitezović vergeblich ein Schloss in Novi und ein Amt in der ungarischen Finanzverwaltung zu erhalten. Währenddessen erhoben die Schwestern eines Konvents in Zagreb Klage auf Rückzahlung eines von Ritter Vitezović geschuldeten Geldbetrags, und versuchen 1712 den Besitz seines Hauses in Zagreb zu erlangen. Im März 1712 akzeptierte der kroatische Sabor die Pragmatische Sanktion. Ritter Vitezović nahm in diesem Jahr wiederum als Vertreter von Senj am ungarischen Landtag in Bratislava teil. Er richtete noch im November in Bezug auf die Rechte und Pflichten der Bürger Senjs im Namen der Stadt Petitionen an den Kaiser und an den ungarischen Palatin. Am 20. Januar 1713 starb Ritter Vitezović in Wien.

## Spätere Würdigung
In der modernen Betrachtung gilt Ritter Vitezović  im Vergleich zu Johannes Lucius, dessen Schlussfolgerungen er zu widerlegen versuchte, aber auf dessen Werke er oft zurückgriff, als Historiker von geringerer Bedeutung. Dazu trug bei, dass Ritter Vitezović einerseits intensive Quellenstudien betrieb, andererseits aber häufig auf anerkannte Autoritäten und Überlieferungen zurückgriff, und in seinen Veröffentlichungen aus seinen Studien folgende wissenschaftliche Erkenntnisse mit Legenden vermischte. In späterer Zeit wurden ihm mangelnde Gründlichkeit und Verlässlichkeit nachgesagt. Sein Patriotismus und seine Verdienste um die Förderung der kroatischen Sprache und die Errichtung der Druckerei in Zagreb sind jedoch unbestritten.

## Schriften
Eine vollständige Übersicht seiner Schriften findet sich in den Werken von Johann Christian Engel, Pavel Jozef Šafárik und im „Catalogus Bibliothecae hungaricae Francisci com. Széchényi“, Bd. II, S. 259. Ritter schrieb in kroatischer und lateinischer Sprache.

### In kroatischer Sprache
- Oddilenye Szigetsko, d. i. die Erstürmung von Sziget (erste Ausgabe Wien 1684; 2. Ausg. ebd. 1685; 3. Ausg. vermehrt mit der Biographie Nikolaus Zrinyis, herausgegeben von Prof. Monjes, Agram 1836, Zupan 8°.);
- Kalendarium aliti misečnik hervatski za leto 1695, d. i. Kalender oder croatisches Zeitbuch auf das Jahr 1695 (Agram 1695, 4°.), herausgegeben unter dem Pseudonym Ljubmir Zelenlugović;
- Prirečnik aliti razlike mudrosti cvetje, d. i. Spruchbuch oder einige Sprüche der Weisheit (Agram 1703, 12°.);
- Kronika aliti spomen svega svieta vikov, d. i. Chronik oder Geschichte der Jahrhunderte (1. Ausg. Agram 1696; 2. Ausg. ebd. 1744; 3. Ausg. ebd. 1762. 4°.) (vergleiche über diese später von Stephan Raffay, von Nikolaus Laurenchich und Balthasar Adam Kercelich fortgesetzte Chronik das, was Šafaříks, von Jireček herausgegebene „Geschichte der südslavischen Literatur“, II. Croatisches und illyrisches Schriftthum, S. 336 und 337, darüber enthält);
- Lado horvacki iliti Sibilla zverka mnejia …, d. i. Croatische Sybille (1. Ausg. (?); 2. Ausg. Agram 1783; 3. Ausg. ebd. 1801; 4. Ausg. ebd. 1837, 4°.), ein gesellschaftliches Spiel mit Wahrsagereien; ob dieses von Ritter ursprünglich in primorischer Mundart verfasste Büchlein noch bei seinen Lebzeiten erschienen, ist nicht bekannt, die Ausgaben der Jahre 1783 u. d. f. sind von einem Ungenannten croatisirt;
- in Handschrift hinterließ Ritter in kroatischer Sprache eine Grammatica croatica und ein Lexicon latino illyricum, wo erstere sich jetzt befindet, ist nicht bekannt, letztere wird in der bischöflichen Bibliothek zu Agram aufbewahrt;

### In Latein
- Apographum ex Joanne Lucio, 1681;
- Stemmatographia sive Armorum Illyricorum delineatio descriptio et restitutio. Cum icon. (s. 1. eta. 4°.);
- Stemmatographiae Illyricanae liber I. Editio nova auctior (Zagrabiae 1702, 4°.);
- Croatia rediviva regnante Leopoldo M. Caesare deducta (ibid. 1700, 4°.), die Einleitung eines größeren Werkes, das nach dem Catalogus Bibliothecae Széchénianae sich in Handschrift befinden soll;
- Plorantis Croatiae Secula duo carmine descripta (Zagrabiae 1703, 4°.);
- Ungaria pullata ad manes Josephi I. regis sui occinens etc. (s. l. 1711, 4°.);
- Bosna captiva, sive Regnum et interitus Stephani ultimi Bosniae regis (anno 1463, cum Glossario) (Tyrnaviae 1712, 4°.);
- Fata et Vota sive Opera Anagrammaton. Partes duae (s. l. et a., 8°.)